# 根特 (清朝)
根特（穆麟德轉寫：hente，？—1674年），納喇氏，滿洲正黃旗人。清朝将领。

## 生平
父親達雅里，後金開國初期歸順。達雅里跟從討伐明朝，攻打深州，率先登城，遂攻陷。因其軍功，累進一等參將世職。
根特早年從軍，數次立下功績。跟從討伐明朝，攻打泗水縣、定州，並率先登城，賜號「巴圖魯」，授世職三等甲喇章京。順治元年（1644年），授職刑部理事官。順治五年（1648年），金聲桓於南昌叛亂，根特跟從大將軍譚泰討伐，迫近南昌，未能攻下，根特自城南以登，遂攻拔南昌。金聲桓中箭而亡，擒下王得仁。大軍回朝後，擢升為梅勒額真，進封一等阿達哈哈番。
順治六年（1649年），姜瓖於大同叛亂，其黨虞允、白漳、張萬全攻陷蒲州及臨晉、猗氏、河津。根特跟從總督孟喬芳於濟河攻擊敵軍，收復蒲城，進軍攻打平陽。白漳坐擁步騎六千，兵至榮河迎戰，奮擊，大破之。迫近黃河，賊未及渡河，大軍迫近，賊軍多投河而死，遂斬殺白漳，餘眾逃奔吉鎮，悉數殲殺。移師趨至猗氏，姜瓖黨衛登芳依山結寨，與張萬全為犄角，復分兵擊殺張萬全，殲滅其軍隊。再生擒衛登芳，其後再進軍聞喜打敗姜瓖餘黨郭中傑。
康熙十三年（1674年），吳三桂叛變，朝廷下命根特出兵駐守兗州。再以江西等地為要衝，下命偕副都統席布轉守南昌。長沙被攻陷，袁州、吉安二府與其接壤，巡撫董衛國請發兵駐防，朝廷命根特自南昌移師，備戰抵禦。再以希爾根為定南將軍，根特參贊軍務。尚可喜上疏請求援軍，皇上下令根特等待希爾根軍隊到達，率領其部隊南下廣東。耿精忠叛變，根特授職平寇將軍，下令仍返回江西。副將柯升於廣信府叛變以呼應耿精忠，攻破都昌，窺探南康，朝廷再命根特先平定廣信，與前鋒統領覺羅舒恕自袁州謀劃進攻長沙。同年八月，根特於軍中逝世，撫卹如同祖制。
禮部尚書哈爾哈齊為副將輔助定南將軍希爾根進駐江西，根特逝世後，朝廷下命授哈爾哈齊平寇將軍印。同年十一月，下命開赴江寧，協同大將軍簡親王喇布軍務，鎮守江南。康熙十五年（1676年）五月，朝廷下命率江寧兵開赴廣東，授石華善平寇將軍之職，取道江西，命他會師攻打吉安。螺子山戰敗後，坐事奪去其官職，降為披甲。